# نمک‌زدا
نمک‌زدا (به انگلیسی: Desalter) یا واحد نمک‌زدایی (به انگلیسی: Desalting Unit) یک واحد فرآیندی در پالایشگاه نفت و یا در میادین نفتی (در نزدیکی واحدهای بهره‌برداری) است، که نمک را از نفت خام جدا می‌کند. نمک در آب داخل نفت حل می‌شود و نه در خود نفت خام. نمکزدایی اغلب نخستین مرحله در فرآیند پالایش نفت خام است. مقدار نمک پس از نمک‌زدایی، در واحد PTB (پوند نمک در هزار بشکه نفت خام) اندازه‌گیری می‌شود. مشخصهٔ دیگر برای اندازه‌گیری آن BS&W (آب و رسوب پایه) است.
اصطلاح نمک‌زدا همچنین می‌تواند به دستگاه نمک‌زدایی آب اشاره داشته باشد، که برای استحصال آب شور، از رواناب سطحی به کار می‌رود. فرآیند نمک‌زدایی می‌تواند در تولید آب آشامیدنی برای مصرف انسان یا حیوان نیز به کار رود، همچنین برای کاهش میزان نمک آب رودخانه‌ها، پیش از نقطهٔ مرز بین‌المللی آن، بمنظور انطباق با شرایط معاهده‌های بین‌المللی، مورد استفاده قرار می‌گیرد. نمک‌زداها برای اصلاح کردن مخازن آب زیرزمینی، در مناطقی که تحت فشار خوراک دهی احشام یا صنایع لبنیاتی قرار دارد نیز، استفاده می‌شوند.

## نمک‌زدایی نفت خام
نمک‌های موجود در نفت خام در اغلب موارد کلیریدهای کلسیم، سدیم و منیزیم هستند. اگر این ترکیبات از نفت حذف نشوند، چندین مسئله در فرایند پالایش رخ خواهد داد. دماهای بالا که در فرایندهای بالادستی اتفاق می‌افتد، می‌تواند آب را دچار آبکافت (هیدرولیز) کند، که به نوبهٔ خود اجازهٔ ایجاد اسید کلریدریک را می‌دهد. شن، گل‌ولای و نمک می‌توانند باعث تشکیل رسوب شوند و مبدل حرارتی پالایشگاه نفت را دچار اختلال کنند. نیاز به گرما برای تبخیر آب، ظرفیت پیش‌گرمایش نفت را کاهش می‌دهد. سدیم، آرسنیک و سایر فلزات می‌توانند کاتالیست‌ها را مسموم کنند. با حذف ذرات معلق، آنها به مشعل و سرانجام به دود منتقل نمی‌شوند، جایی که می‌توانند مسائل زیست محیطی مانند حد تیرگی دود ایجاد کنند.